# Рестинга строкатокрила
Рести́нга строкатокрила (Formicivora intermedia) — вид горобцеподібних птахів родини сорокушових (Thamnophilidae). Мешкає в Колумбії і Венесуелі та на сусідніх островах. Строкатокрила рестинга раніше вважалася конспецифічною з бурою рестингою, однак була визнана окремим видом.

## Опис
Довжина птаха становить 12-13 см, вага 9-12 г. У самців верхня частина голови і верхня частина тіла сірувато-коричневі. Крила, хвіст, нижня частина голови і нижня частина тіла чорні. На крилах дві помітні білі смуги, від очей до грудей і боків ідуть білі смуги, стернові пера на кінці білі. У самиць забарвлення верхньої частини тіла подібне до забарвлення верхньої частини тіла самців, нижня частина тіла охриста, груди поцятковані темними смугами.

## Підвиди
Виділяють шість підвидів:
- F. i. alticincta Bangs, 1902 — Перлові острови[en] (Панамська затока);
- F. i. hondae (Chapman, 1914) — північно-західна Колумбія, долина Магдалени на південь до Уїли;
- F. i. fumosa (Cory, 1913) — східні передгір'я Анд на північному сході Колумбії і у Венесуелі;
- F. i. intermedia Cabanis, 1847 — північ Колумбія (Маґдалена, Гуахіра, Сесар) і північна Венесуела (від північної Сулії на схід до Сукре і Монагаса, острів Маргарита), острів Чакачакаре;
- F. i. tobagensis Dalmas, 1900 — острів Тобаго;
- F. i. orenocensis Hellmayr, 1904 — південь центральної Венесуели (на південь від Ориноко).

## Поширення і екологія
Строкатокрилі рестинги мешкають в Колумбії, Венесуелі, Панамі та на Тринідаді і Тобаго. Вонпи живуть в сухих і вологих тропічних лісах і чагарникових заростях, в мангрових лісах і вологих саванах. Зустрічаються територіальними парами, на висоті до 1600 м над рівнем моря. Живляться комахами та іншими дрібними безхребетними, яких шукають в підліску. В кладці 2 білих, поцяткованих пурпуровими плямками яйця.